# 3,3-二甲基丁炔
3,3-二甲基丁炔是一种有机化合物，化学式为C6H10。它可由2,2-二氯-3,3-二甲基丁烷和叔丁醇钾在二甲基亚砜中反应制得。

## 反应
3,3-二甲基丁炔和八羰基二钴反应，可以得到六羰基(3,3-二甲基丁炔)二钴。